# أبو ملعقة صغير
أبو ملعقة الصغير (Platalea minor) هي نوع من الطيور التابعة لجنس أبو ملعقة الذي ينتمي إلى أسرة أبو منجليات. وهو النوع الوحيد المهدد، يقتصر تواجده في السواحل الأسيوية وهي تعشش في بعض الجزر الصخرية الصغيرة قبالة الساحل الغربي لكوريا الشمالية في حين أن هناك ثلاثة مواقع أخرى تتواجد فيها في فصل الشتاء كهونغ كونغ وتايوان وفيتنام، وغيرها من الأماكن القليلة حيث لوحظ هجرتها نحوها.

## أسباب تناقص أعدادها
- ويقدر عددها في العالم ب288 فرد في جميع المواقع المعروفة، بحيث لايتجاوز 30 قردا في كوريا الشمالية، ويعتقد أن السبب الرئيسي لانخفاض هذا النوع هو تدمير الموائل، وخصوصا «الانتعاش» بين المد والجزر أو الزراعة وتربية الأحياء المائية في الآونة الأخيرة والتصنيع.الحرب الكورية (1950-1953) كان لها أيضا تأثير سلبي على هذه الأنواع لأن الطيور لم تعد تعشش في كوريا الجنوبية في ذلك الوقت. وفي اليابان، حيث كان زائرا في الشتاء، وأصبحت نادرة جدا في هذا الوقت.
- حاليا، يتم حماية هذه اطيور من طرف الحكومة الكورية الشمالية وذلك بالحفاظ على مناطق تواجدها خاصة الجزر قبالة الساحل ولكن لا تزال التهديدات تطالها خاصة في مناطق الهجرة كاتايوان التي تستخذم الأراضي للصناعة، أو فيتنام التي تخصصها لمزارع الروبيان مما يقلل من فرص الطعام وعلى الرغم من أنها تقع ضمن التحفظ قبل الاتفاقية رامسار.في هونغ كونغ، الاضطرابات ما زالت من قبل الصيادين وجامعي المحار وغالبا ما تمنع الطيور من التغذية أثناء انخفاض المد.وعلاوة على ذلك، مع التوسع المستمر للسكان في الشرق، والتلوث، من المرجح أن تصبح مشكلة رئيسية.